# Los pacientes del doctor García
Les patients du docteur García, en espagnol Los pacientes del doctor García, est un roman de l'écrivaine espagnole Almudena Grandes publié en 2017. Il fait partie de la série Épisodes d'une guerre interminable, dont il est le quatrième roman, après Inés et la joie (2010), El lector de Julio Verne (2012) et Les trois mariages de Manolita (2014).

## Histoire
Après la victoire de Franco, le Docteur Guillermo García vit à Madrid sous une fausse identité qui l'a sauvé du peloton d'exécution, identité fournie par son meilleur ami Manuel Arroyo Benítez, un Républicain en exil, à qui il avait lui-même sauvé la vie en 1937.
Alors qu'ils croient ne jamais se revoir, Manuel revient d'exil en 1946 avec la mission de s'infiltrer dans une organisation clandestine d'évasion de criminels de guerre et fugitifs du Troisième Reich, dirigée depuis Madrid par la phalangiste allemande et espagnole Clara Stauffer.
A la suite de son ami, le docteur García infiltre lui aussi l'organisation. La vie d'un autre espagnol se mêle à leurs destins, celle de Adrián Gallardo Ortega, ancien boxeur professionnel avant de s'enrôler dans la Division Bleue, qui ne soupçonne pas que quelqu'un a l'intention d'usurper son identité pour fuir en Argentine.
Les patients du docteur García parcourt l'histoire de plusieurs pays du monde, l'Espagne, la France, l'Argentine, l'Angleterre, les États-Unis ou l'Allemagne; où s'entremêlent des faits rigoureusement authentiques, allant des années 1930 jusqu'à la Transition espagnole, avec des personnages inventés dans les chapitres de fiction.
Tous ces composants font partie d'une grande trame d'espionnage qui constitue sans doute l'une des œuvres les plus bouleversantes et complexes d'Almudena Grandes.

## Adaptations
Le roman a été adapté en série pour la télévision en 2023, sous le même titre, avec Javier Rey et Verónica Echegui.

## Prix
- Prix National de littérature narrative (2018)[2].
- Prix Jean Monnet de littérature européenne 2020[3].